# Ramsau (Neder-Oostenrijk)
Ramsau is een gemeente in de Oostenrijkse deelstaat Neder-Oostenrijk, gelegen in het district Lilienfeld (LF). De gemeente heeft ongeveer 900 inwoners.

## Geografie
Ramsau heeft een oppervlakte van 54,69 km². Het ligt in het centrum van het land, ten zuidwesten van de hoofdstad Wenen.
In Ramsau is de Golf Club Adamstal, waar van 2004-2008 het MAN NÖ Open werd gespeeld.
Annaberg · Eschenau · Hainfeld · Hohenberg · Kaumberg · Kleinzell · Lilienfeld · Mitterbach am Erlaufsee · Ramsau · Rohrbach an der Gölsen · Sankt Aegyd am Neuwalde · Sankt Veit an der Gölsen · Traisen · Türnitz
- Gemeinsame Normdatei: 4394950-2
- Virtual International Authority File: 247844967